# Канкан

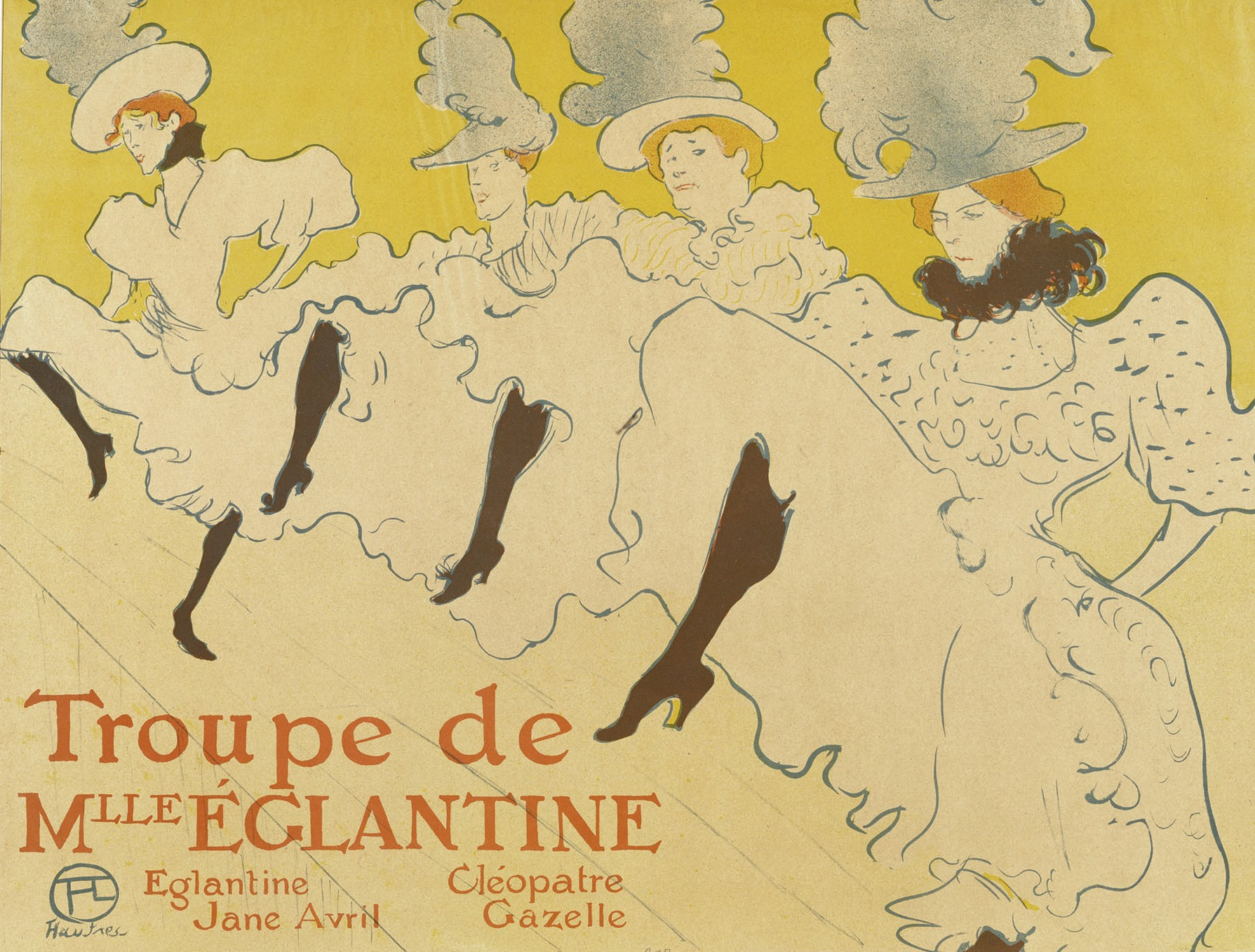
Афіша трупи мадемуазель Еглантін. Художник А. Тулуз-Лотрек, 1896 р.

Канка́н (фр. cancan) — французький естрадний танець із характерним па — високим підняттям ноги. Музичний розмір 2/4. Темп енергійний, рухливий. Широко використовувався у французькій класичній опереті (зокрема Ж. Оффенбаха)
Назва танцю пов'язана з «cancan» — словом з дитячого мовлення, яке означає «качка» (у нормативній французькій — cane): танцювальні рухи дещо нагадують спосіб пересування качки.